# Fontaine du square Lamartine

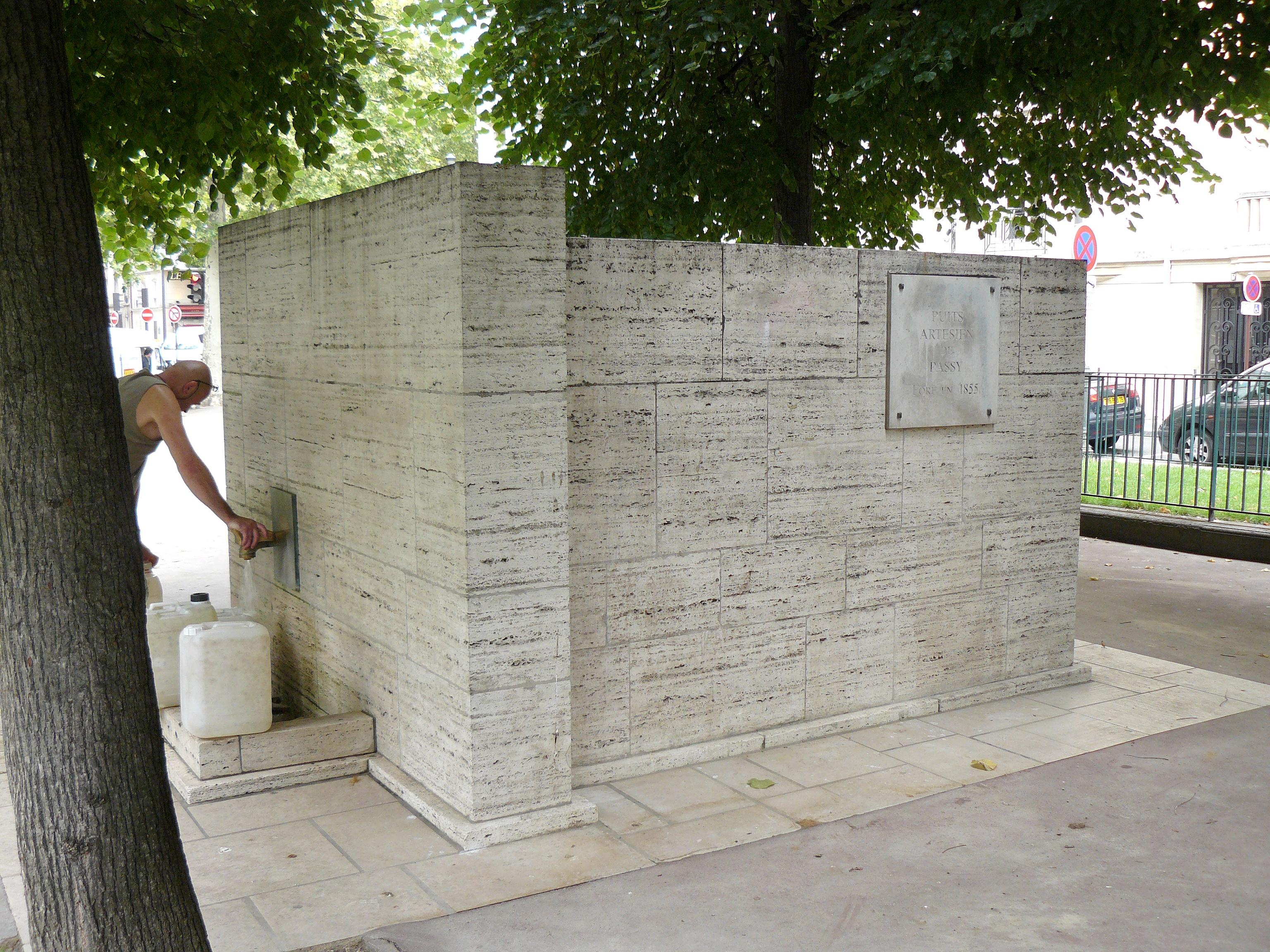
La fontaine du square Lamartine, puits artésien rénové en 1994.

La fontaine du square Lamartine est une fontaine située dans le square Lamartine, dans le 16e arrondissement de Paris et alimentée par l'un des quelques puits artésiens de Paris.
Ce fut le second puits artésien construit à cette époque après celui de Grenelle. Il puise son eau dans la nappe de l'Albien, nappe dont la profondeur maximale est de 900 m.

## Histoire

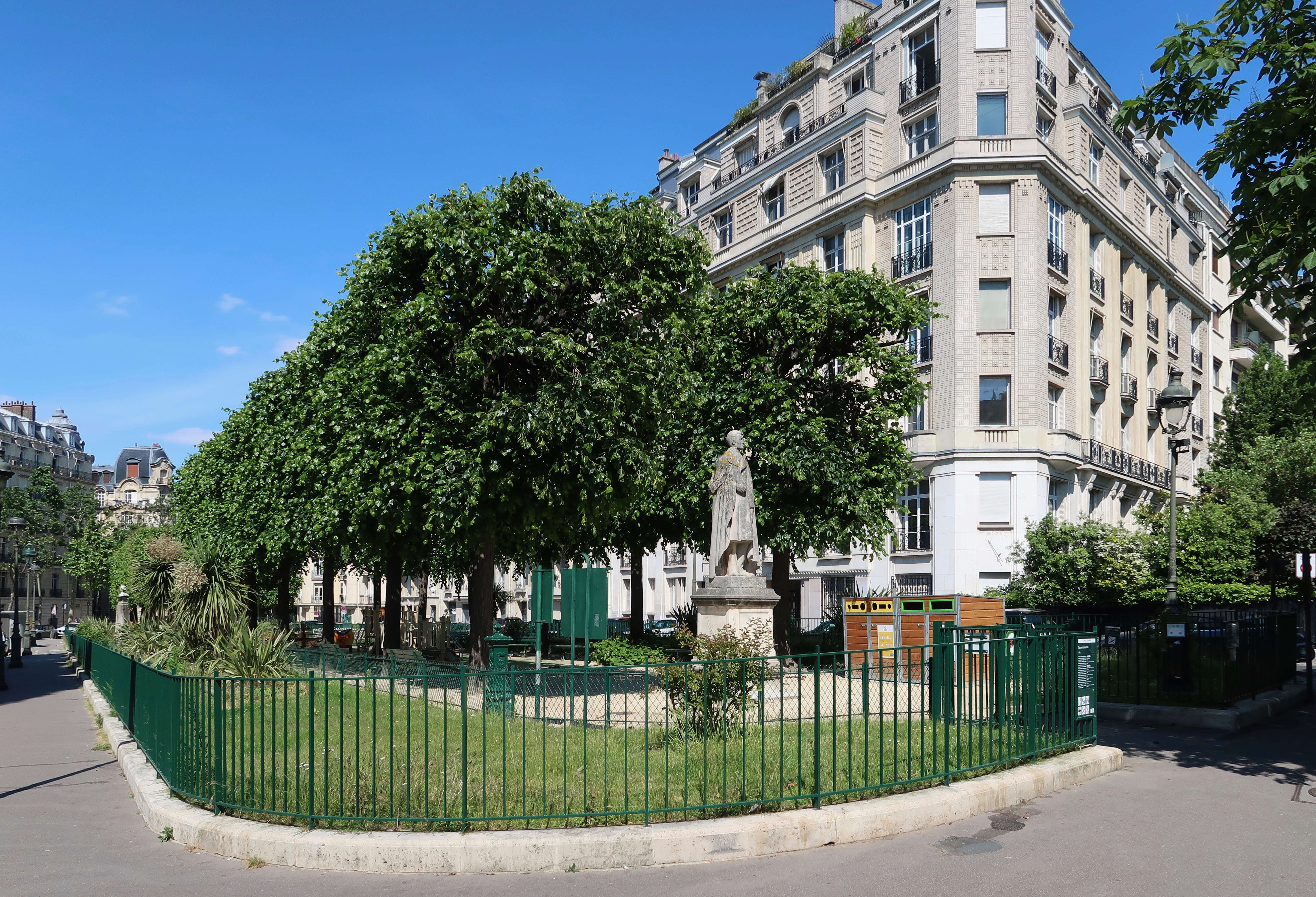
Square Lamartine. La fontaine est située au bout.

Le square Lamartine est créé pendant le Second Empire et ouvert au public en 1863. Il doit son nom à sa proximité avec la résidence du poète Alphonse de Lamartine (qui vivait à hauteur des actuels nos 107-113 de l'avenue Henri-Martin, dans un chalet depuis détruit).
À la même époque, l'ingénieur général des Ponts et Chaussées Eugène Belgrand décide de créer deux réseaux distincts pour alimenter les égouts et le système d'eau potable. Il commence par déclarer insalubre la pompe à feu de Chaillot, utilisée depuis le 8 août 1781 pour alimenter le village de Chaillot, devenu un quartier de Paris. Jusque là, la pompe récupérait l'eau en aval des manufactures de Paris et d'une sortie des égouts. Eugène Belgrand ordonne enfin la construction du puits artésien de Passy.
Le forage commence le 15 septembre 1855, dans le cadre des aménagements de Paris du baron Haussmann. Les travaux ont lieu sous la direction de l'ingénieur saxon Charles Gosshelf Kind,.
Un tubage d'1,10 m de diamètre est réalisé, en tôle de 5 mm d'épaisseur seulement. Tout alla bien jusqu'à la moitié du forage, puis les incidents se succédèrent : le tube se déchira et l'on dut se résoudre à utiliser un tube plus étroit, de 70 cm de diamètre. La nappe aquifère de l'Albien fut en 1861 enfin atteinte à 587 m. Le débit, de 20 000 m3 par jour en 1866, se stabilisa à environ 5 000 m3 par jour en 1909. L'eau pompée servit pour l'essentiel à alimenter les rivières et les lacs du bois de Boulogne nouvellement aménagé,.
La construction du puits se termine 24 septembre 1861. De 647 m de profondeur, son système est encore utilisé de nos jours pour la fontaine du square Lamartine. 
Lors de sa mise en service, on remarqua que le débit du puits de Grenelle se mit à baisser ; on en déduisit donc que les nappes souterraines de Passy et Grenelle n'en formaient en réalité qu'une seule.
L'eau de cette fontaine est « non calcaire », « non chlorée » et porte des « vertus ferrugineuses ». La forme actuelle de la fontaine date de la fin des années 1950, sur les plans de l'architecte Dupuis. Le puits a été rénové en 1994. Depuis plusieurs générations, les riverains viennent s'y fournir en eau. Une photographie de 1964 montrant des femmes venues y chercher de l'eau est reproduite dans le Dictionnaire historique des rues de Paris de Jacques Hillairet.

## Architecture
Édifiée à la fin des années 1950, la fontaine est constituée « de deux murs en pierre parallélépipédique, agrémentés de trois gros boutons pressoirs en cuivre se déversant dans deux bassins rectangulaires tapissés chacun de trois [...] étoiles du même métal doré ».

## Accès
Le square est accessible en transports en commun par la ligne C du RER à la gare de l'avenue Henri-Martin et par la ligne 9 du métro de Paris à la station Rue de la Pompe.